# Mycosphaerella fruticum
Mycosphaerella fruticum är en svampart som tillhör divisionen sporsäcksvampar, och som beskrevs av Karl Starbäck. Mycosphaerella fruticum ingår i släktet Mycosphaerella, och familjen Mycosphaerellaceae. Arten är reproducerande i Sverige.